# Dallia pectoralis
Espèce
Statut de conservation UICN

LC : Préoccupation mineure
Dallia pectoralis est une espèce de poissons d'eau douce de la famille des Umbridae.

## Répartition et habitat

### Répartition
Dallia pectoralis occupe une large aire de l'Amérique du Nord, en Alaska et dans le Yukon,. Les zones du delta de Colville (Sud de la péninsule d'Alaska) ainsi que le bassin de la rivière Tanana sont principalement concernées par cette occupation. Dallia pectoralis habite également la péninsule Tchouktche (est de la Russie). Enfin, l'espèce vit également sur certaines îles du détroit de Béring.

### Habitat
Dallia pectoralis vit dans des eaux boréales. Ce poisson supporte bien les eaux froides voire très froides. Il est ainsi capable de survivre pendant environ 40 minutes à une température de −20 °C. Il est toutefois fréquent que la mortalité hivernale de cette espèce soit élevée.
En période estivale, Dallia pectoralis apprécie les environnements caractérisés par une importante végétation et des eaux stagnantes,,. Il fréquente donc principalement les marais et les étangs mais peut occasionnellement occuper des rivières ou des lacs où le brassage des eaux est faible.
L'hiver, l'espèce occupe principalement les zones benthiques (fond) des lacs. Ce comportement est conditionné notamment par les niveaux d'oxygène disponibles. Lorsque ces niveaux le permettent, les individus peuvent remonter dans les eaux de surface. Il est alors possible d'observer des groupes venant respirer aux abords des trous dans la couverture de glace.
Lors des périodes de frai (printemps et automne), les individus migrent,. Au printemps, le déplacement se fait vers des zones plus en amont et où la profondeur des eaux est faible. Le mouvement inverse est observé à l'automne.

### Phylogéographie et génétique des populations
Les études scientifiques ont identifié plusieurs aires de répartition de Dallia pectoralis,. La proximité génétique au sein des groupes est élevée, signe d'une faible dispersion géographique des individus et d'un important taux de mortalité hivernal,,.

## Description
Dallia pectoralis est un poisson d'eau douce démersal dont l'espérance de vie maximale enregistrée est de 8 ans.

### Morphologie
Dallia pectoralis peut mesurer jusqu'à 33 cm de longueur totale mais sa taille moyenne est d'environ 11 cm. Le poids maximum enregistré est de 366 g.
Ce poisson a une nageoire dorsale postérieure et des nageoires anales relativement larges, des nageoires pectorales lobées et situées sous l'opercule, une nageoire caudale diphycerque (présentant une symétrie) ainsi que de petites nageoires pelviennes en forme de pointe,.
Sa tête est large et plate tandis que son corps est long et mince. La couleur de sa partie dorsale va du vert foncé au marron tandis que sa partie ventrale est plus pâle. Des tâches de couleurs claires apparaissent sur ses parties latérales.
Les mâles se distinguent par la frange de teinte rouge présente sur leurs nageoires dorsale, caudale et anales. L’extrémité de leurs nageoires pelviennes vient également touchée leurs nageoires anales.

### Physiologie
Dallia pectoralis a la particularité de pouvoir respirer l'oxygène atmosphérique (comme Dallia admirabilis). Il doit cette capacité à une évolution de son œsophage qui est divisé en deux sections, la première non spécifique aux activités respiratoires et la seconde dédiée à cette activité. La section dévolue à la respiration est caractérisée par d'importants plissements de la muqueuse et une forte vascularisation de l'organe. Les capillaires parcourant l'épithélium sont également répandus.
Cette spécificité de Dallia pectoralis implique des pressions sélectives particulières sur l'espèce, en particulier sur le développement des organes respiratoires et hydrostatiques. La vessie natatoire est particulièrement concernée puisque les experts estiment que cet organe est d'apparence inutile pour l'espèce mais pourrait en réalité permettre une flottabilité neutre pendant les périodes hivernales lorsque les eaux sont froides et recouvertes de glace.

### Alimentation
Dallia pectoralis se nourrit principalement d'insectes aquatiques et d'invertébrés. Certaines observations montrent que les individus les plus imposants pourraient avoir des pratiques de chasse voire de cannibalisme. Son régime alimentaire est varié. Des analyses de contenus stomacaux montrent la présence d'algues, de larves de diptères, d'escargots, d'ostracodes, de copépodes et de phryganes.

### Reproduction et développement
La maturité sexuelle des femelles est atteinte lorsqu'elles mesurent environ 8 cm.
Dallia pectoralis a un comportement reproductif anadromique,. La période de migration se déroule entre mai et août. Les individus sont capables d'effectuer plusieurs épisodes de migration. Les femelles n'expulsent donc pas l'intégralité de leurs œufs en même temps.
Lors d'un évènement, les femelles rejettent en moyennes 40–300 œufs,. Ces œufs, d'environ 6 mm, s'accrochent à la végétation environnante. L'éclosion à lieu après environ neuf jours d'incubation puis les alevins survivent d'abord grâce à leur sac vitelin
La vitesse de développement des alevins varient selon les régions. Les individus occupant les régions d'Anchorage et de l'intérieur de l'Alaska grandissent rapidement, à l'opposé de ceux habitant la baie de Bristol,.

## Dallia pectoraliset l'homme
Dallia pectoralis est une ressource importante de nourriture pour les communautés autochtones d'Alaska ou de la péninsule Tchouktche. Bien que ces poissons soient de petite taille, leur valeur nutritive et la quantité d'individus disponibles, notamment en hiver, explique l'intérêt des populations locales à pêcher cette espèce. Certains autochtones nourrissent également leurs chiens avec ces poissons.
En hiver, la présence de ces poissons proches des trous dans la glace rend leur pêche pratique et simple. Les populations locales conservent les poissons pêchés, souvent en les congelant.
Des récits et des contes des populations d'Alaska évoquent des cas de Dallia pectoralis morts puis ressuscités. Toutefois, aucune étude scientifique n'a observé ce type de phénomène métabolique.

## Risque d'extinction et préservation
L'espèce Dallia pectoralis présente un risque d’extinction faible (LC selon l'UICN).
Dans les années 1950, les autorités ont lancé une campagne d'introduction de Dallia pectoralis dans la région du golfe de Cook. Depuis, le nombre d'individus dans cette zone a augmenté et leur aire de répartition s'est étendue. Une étude de 2016 a montré que les populations locales consommaient peu de poissons, expliquant ainsi la croissance de cette espèce dans la zone.

## Classification
Le nom valide complet (avec auteur) de ce taxon est Dallia pectoralis Bean, 1880,.
En anglais, l'espèce porte comme nom vernaculaire « Alaska blackfish ».
Dallia pectoralis a pour synonyme :
- Dalia pectoralis Bean, 1880 (graphie incorrecte)

### Étymologie
L'épithète spécifique, pectoralis, n'a pas d'explication attestée, mais fait probablement référence aux nageoires pectorales arrondies et présentant de nombreux rayons.

### Publication originale
- (en) Tarleton H. Bean, « Descriptions of some genera and species of Alaskan fishes », Proceedings of the United States National Museum, Washington, Government Printing Office, vol. 2, no 100,‎ 1880, p. 353–359 (ISSN 0096-3801 et 2377-6560, OCLC 1259735, DOI 10.5479/SI.00963801.2-100.353, lire en ligne).